# Precious Memories
《Precious Memories》，动画《愿此刻永恒》TV3～13话的片头曲（即动画OP），由栗林みな実（栗林美奈实）演唱

## 歌曲资料
Precious Memories
动画【愿此刻永恒（你所期望的永远）】的OP（片头曲）
作词、作曲：栗林みな実
编曲：饭冢昌明
歌：栗林みな実
「君が望む永远」OP